# Supercopa Italiana de Voleibol Masculino de 2017
A Supercopa Italiana de Voleibol Masculino de 2017 foi a 22ª edição desta competição organizada pela Lega Pallavolo Serie A, consórcio de clubes filiado à Federação Italiana de Voleibol (FIPAV) que ocorreu de 7 a 8 de outubro.
O Sir Safety Perugia conquistou seu primeiro título da competição ao derrotar na final o Lube Macerata. O ponteiro norte-americano Aaron Russell foi eleito o melhor jogador do torneio.

## Regulamento
O torneio foi disputado nas fases semifinais, disputa pelo terceiro lugar e final.

## Equipes participantes
| Equipe             | Qualificação                                   |
| ------------------ | ---------------------------------------------- |
| Lube Macerata      | Campeão do Campeonato Italiano de 2016–17      |
| Modena Volley      | 4.º colocado no Campeonato Italiano de 2016–17 |
| Sir Safety Perugia | 3.º colocado no Campeonato Italiano de 2016–17 |
| Trentino Volley    | Vice-campeão do Campeonato Italiano de 2016–17 |

## Resultados
|  | Semifinais         | Semifinais |  |  | Final              | Final          |  |  |
|  |                    |            |  |  |                    |                |  |  |
|  | Lube Macerata      | 3          |  |  |                    |                |  |  |
|  | Modena Volley      | 1          |  |  |                    |                |  |  |
|  |                    |            |  |  | Lube Macerata      | 1              |  |  |
|  |                    |            |  |  | Sir Safety Perugia | 3              |  |  |
|  | Sir Safety Perugia | 1          |  |  |                    |                |  |  |
|  | Trentino Volley    | 3          |  |  | Terceiro lugar     | Terceiro lugar |  |  |
|  |                    |            |  |  |                    |                |  |  |
|  |                    |            |  |  | Trentino Volley    | 1              |  |  |
|  |                    |            |  |  | Modena Volley      | 3              |  |  |

### Semifinais
| Data  | Hora  |                 | Placar |                    | Set 1 | Set 2 | Set 3 | Set 4 | Set 5 | Total | Relatório |
| ----- | ----- | --------------- | ------ | ------------------ | ----- | ----- | ----- | ----- | ----- | ----- | --------- |
| 7 out | 16:00 | Lube Macerata   | 3–1    | Modena Volley      | 16–25 | 25–19 | 25–23 | 25–22 |       | 91–89 | Relatório |
| 7 out | 19:00 | Trentino Volley | 1–3    | Sir Safety Perugia | 20–25 | 18–25 | 25–23 | 22–25 |       | 85–98 | Relatório |

### Terceiro lugar
| Data  | Hora  |                 | Placar |               | Set 1 | Set 2 | Set 3 | Set 4 | Set 5 | Total  | Relatório |
| ----- | ----- | --------------- | ------ | ------------- | ----- | ----- | ----- | ----- | ----- | ------ | --------- |
| 8 out | 15:00 | Trentino Volley | 1–3    | Modena Volley | 20–25 | 24–26 | 25–23 | 30–32 |       | 99–106 | Relatório |

### Final
| Data  | Hora  |               | Placar |                    | Set 1 | Set 2 | Set 3 | Set 4 | Set 5 | Total  | Relatório |
| ----- | ----- | ------------- | ------ | ------------------ | ----- | ----- | ----- | ----- | ----- | ------ | --------- |
| 8 out | 18:00 | Lube Macerata | 1–3    | Sir Safety Perugia | 20–25 | 25–22 | 17–25 | 26–28 |       | 88–100 | Relatório |

## Premiação
| Supercopa Italiana de 2017              |
| Úmbria                                  |
| --------------------------------------- |
| Sir Safety Perugia Campeão (1.º título) |